# سری فیلم‌های تک‌تیرانداز
تک تیرانداز (به انگلیسی: Sniper) مجموعه‌ای از فیلم‌های اکشن و جنگی آمریکایی است که با فیلم تک‌تیرانداز در سال ۱۹۹۳ میلادی شروع می‌شود، که بر شخصیت‌های سپاه تفنگداران دریایی ایالات متحده آمریکا در موقعیت‌های مختلف جنگی را روایت می‌کند.

## مجموعه فیلم‌های تک تیرانداز
| فیلم                     | تاریخ انتشار ایالات متحده | کارگردان        | فیلم نامه نویس(ها)           | تهیه‌کنندگان)                             |
| ------------------------ | ------------------------- | --------------- | ---------------------------- | ---------------------------------------- |
| تک تیرانداز              | ۲۹ ژانویه ۱۹۹۳            | لوئیس لوسا      | مایکل فراست بکنر و کرش لیلند | رابرت ال روزن                            |
| تک‌تیرانداز ۲             | ۱۱ مارس ۲۰۰۳              | کریگ آر. باکسلی | ران میتا و جیم مک کلین       | کارول کوتتنبروک و اسکات عینبیندر         |
| تک‌تیرانداز ۳             | ۲۸ سپتامبر ۲۰۰۴           | PJ Pesce        | JS Cardone & Ross Helford    | کارول کوتتنبروک و اسکات عینبیندر         |
| تک‌تیرانداز: حمله مجدد    | ۲۶ آوریل ۲۰۱۱             | کلودیو فه       | جان فاسانو                   | کلودیو فو و دیوید ویچت                   |
| تک‌تیرانداز: میراث        | ۳۰ سپتامبر ۲۰۱۴           | دان مایکل پال   | جان فاسانو و دان مایکل پاول  | جفری بیچ، فیلیپ جی. راث و اسکات عینبیندر |
| تک‌تیرانداز: روح تیرانداز | ۲ اوت ۲۰۱۶                | دان مایکل پاول  | کریس هاوتی                   | ساحل جفری و فیلیپ راث                    |
| تک تیرانداز: کشتن نهایی  | ۳ اکتبر ۲۰۱۷              | کلودیو فه       | کریس هاوتی                   | دیوید زلون                               |